# بمبديون بارد
بمبديون بارد (الاسم العلمي: Bembidion algidum) هو نوع من الحشرات يتبع جنس البمبديون من فصيلة الخنافس الأرضية.